# Kenya Airways
Kenya Airways és l'aerolínia de bandera de Kenya, amb base a Nairobi. Va començar a operar el 4 de febrer de 1977, i efectua vols regulars a Àfrica, Europa i el subcontinent indi, Amb la seva base d'operacions principal a l'Aeroport Internacional Jomo Kenyatta, Nairobi. L'Aeroport Internacional Moi de Mombasa serveix com a aeroport secundari.

## Història
L'aerolínia va ser fundada al febrer de 1977, després de la crisi de la comunitat de l'est d'Àfrica que va propiciar la fallida de East African Airways i va ser propietat del govern kenyà fins a l'abril de 1996.
El 1986, la fulla de sessió número 1 va ser publicada pel govern de Kenya, remarcant les necessitats del país de desenvolupar-se econòmicament i de creixement. El document transmetia l'opinió del govern que seria millor per a l'aerolínia tenir a inversors privats, arribant així al primer intent de privatitzar l'aerolínia. El govern va nomenar a Philip Ndegwa com a director el 1991, amb ordres específiques de privatitzar la companyia. Ell va reformar tota la directiva. El 1992, el paper de Reforma de l'entitat pública va ser publicat, donant a Kenya Airways prioritat sobre altres aerolínies nacionals a Kenya per a ser privatitzada.

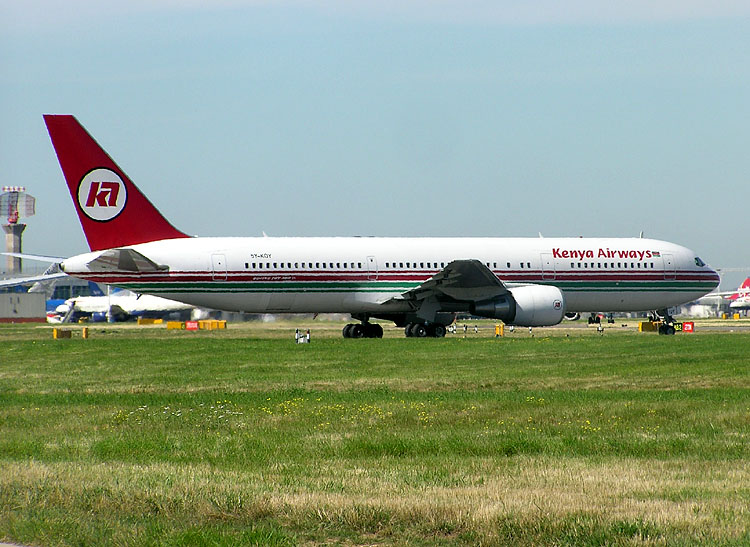
Boeing 767-300 amb l'esquema de pintura previ a 2005.

L'any fiscal de 1993 a 1994, l'aerolínia va donar els seus primers beneficis des de la seva fundació. També, el 1994, la International Finance Corporation (IFC), va ser contractada per donar assistència en el procés de privatització. El 1995, Kenya Airways va reestructurar els seus deutes i va aconseguir un acord amb KLM que va adquirir el 26% de les accions de Kenya Airways convertint-se així en el seu principal accionista. El 1996, les accions van ser ofertes a detallistes, i l'aerolínia va començar a cotitzar al mercat de valors de Nairobi. L'octubre de 2004, l'aerolínia va passar a cotitzar al mercat de valors de Dar es Salaam. A l'abril de 2004, l'aerolínia va reintroduir a Kenya Airways Cargo com a marca i al juliol de 2004, la filial domèstica Flamingo Airlines va ser reabsorbida.
El 2005, Kenya Airways va canviar el seu librea. Les quatre franges que recorrien el fuselatge van ser canviades per l'eslògan "L'Orgull d'Àfrica". El logo de cua CA va ser reemplaçat per una estilitzada "K" circumscrita en una "Q" per evocar les lletres "KQ" de crida de l'aerolínia. En els sis mesos previs al 30 de setembre de 2005, els beneficis després d'impostos van augmentar un 48% respecte als 30 milions de dòlars aconseguits l'any fiscal 2004-2005 i es van transportar més d'1.2 milions de passatgers.
Kenya Airways va anunciar un record de beneficis en el període 2005-06. Els beneficis abans d'impostos es van incrementar de 3.880 milions d'unitats monetàries de Kenya (uns 54 milions de dòlars) a 4.830 milions.
El 4 de setembre de 2007, SkyTeam, la segona major aliança aèria del món, va donar la benvinguda a Kenya Airways com una de les seves primeres aerolínies associades oficials de SkyTeam.
L'aerolínia és propietat d'accionistes minoritaris kenyans (30,94%), KLM (ara Air France-KLM) (26%), el govern de Kenya (23%), inversors de Kenya (14,2%), inversors estrangers (4,47%) i inversors minoritaris estrangers (1,39%). Té 2408 empleats (a març de 2007). Kenya Airways també posseeix el 49% de Precision Air a Tanzània.
el 23 de novembre de 2021 sobre un marc d'associació estratègica (SPF), signat en una cerimònia a la qual van assistir el president sud-africà Cyril Ramaphosa i el president de Kenya Uhuru Kenyatta. Kenya Airways i South African Airways treballaran ara juntes per "augmentar el trànsit de passatgers, les oportunitats de mercaderies i el comerç en general aprofitant els punts forts de Sud-àfrica, Kenya i Àfrica", explica un comunicat.

## Incidents i accidents
- El 31 de gener de 2000 l'aerolínia va sofrir el seu primer accident fatal quan un Airbus A310 es va estavellar a l'oceà Atlàntic després de sortir d'Abidjan, Costa d'Ivori, matant a 169 de les 179 persones a bord.
- El 5 de maig de 2007, el Vol 507 de Kenya Airways, un Boeing 737-800, es va estavellar a 5.4 quilòmetres al sud-est de l'Aeroport Internacional de Douala, després de despegar cap a Nairobi.[6] El vol procedia d'Abidjan, amb parada a Douala per recollir passatgers. L'avió transportava 105 passatgers de 26 països i nou tripulants. Tots van morir en l'accident.